# グディニャ
グディニャ（Gdynia [ˈɡdɨɲa] ( 音声ファイル), カシューブ語：Gdiniô、ドイツ語：グディンゲン、Gdingen、1939年から1945年まではゴーテンハーフェン、Gotenhafen [ˌɡoːtn̩ˈhaːfn̩] ( 音声ファイル)と呼ばれた）はポーランド ポモージェ県に属する都市。古くから記録に登場する漁村であったが、新たに港湾が建設され大都市となったのはポーランド独立後の1920年代以降のことである。バルト海のグダニスク湾に面しており、ポーランドの主要な港湾の一つである。
伝統的にカシューブ人が多い地域に属している。グディニャは、南に隣接するスパの町ソポト、その南にある古い港湾都市グダニスク、および郊外の町などを合わせて「三連都市」（Trójmiasto）という人口100万人以上の規模の大都市圏を形成している。

## 歴史

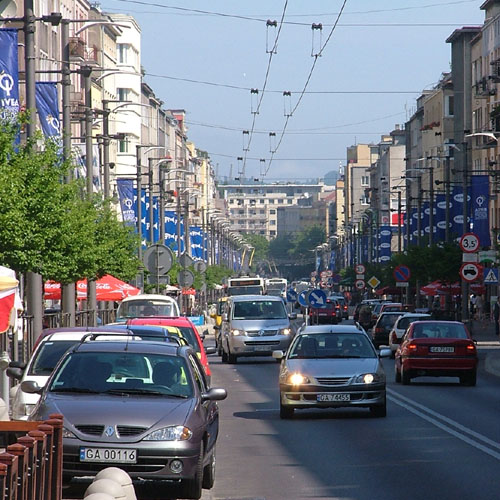
Świętojańska通り

グディニャの名が最初に記録に現れるのは1253年のことで、ポメレリア人（カシューブ人）の漁村としてである。現在はグディニャの一部となっているオクシヴィエ（Oksywie、オクシヴィエ文化の発見された遺跡がある）は、Oxhöftという名前で1209年の記録に現れている。この地はバルト海のグダニスク湾一帯で最初にキリスト教の教会が建った場所でもある。1380年にはグディニャの村を所有していた領主がシトー会へと寄贈し、1382年から1772年までの間グディニャは、オリヴァにあったこの地方最大のシトー会修道院に属していた。
この地はポメレリア（ポメラニア東部）と同様の歴史をたどっている。古代にはオクシヴィエ文化があり、ゴート族や後にはスラヴ人が住みプルーセン人の影響もあったが、990年ごろから1308年まではポーランドの一部に、1309年にはドイツ騎士団に征服されその領地に、1466年から1772年までは王領プロイセンの一部となっていた。1772年の第一次ポーランド分割でプロイセン王国に併合され、その後長らくプロイセン王国およびドイツ帝国の一部であった。
ドイツ帝国が成立した1870年にはグディンゲン/グディニャには1,200人ほどの住民がおりカシューブ人も多く、歴代町長の中にもカシューブ人がいた。この時期のグディンゲン/グディニャは後に言われるような「単なる貧しい漁村」ではなく、ゲストハウスやレストランやカフェがある観光地で、小さな商船用の桟橋もあった。1919年のヴェルサイユ条約で、西プロイセン地方に属するグディンゲン/グディニャは新たに誕生したポーランド共和国の、いわゆるポーランド回廊に属することとなった。同時に、ヴィスワ川の河口に近い港湾都市ダンツィヒ（後のグダニスク）はポーランド領でもドイツ領でもない国際連盟の下にある「自由都市ダンツィヒ」となった。ダンツィヒ港に海運・物流を依存していたポーランドは、自由都市ダンツィヒの経済や外交に一定の権利を持っていた。

### 港湾都市の建設

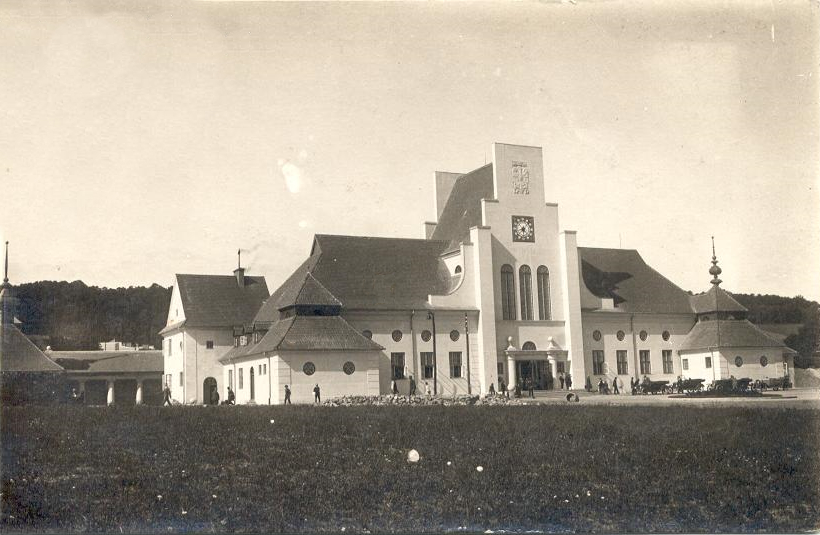
グディニャ駅（1923年開業）

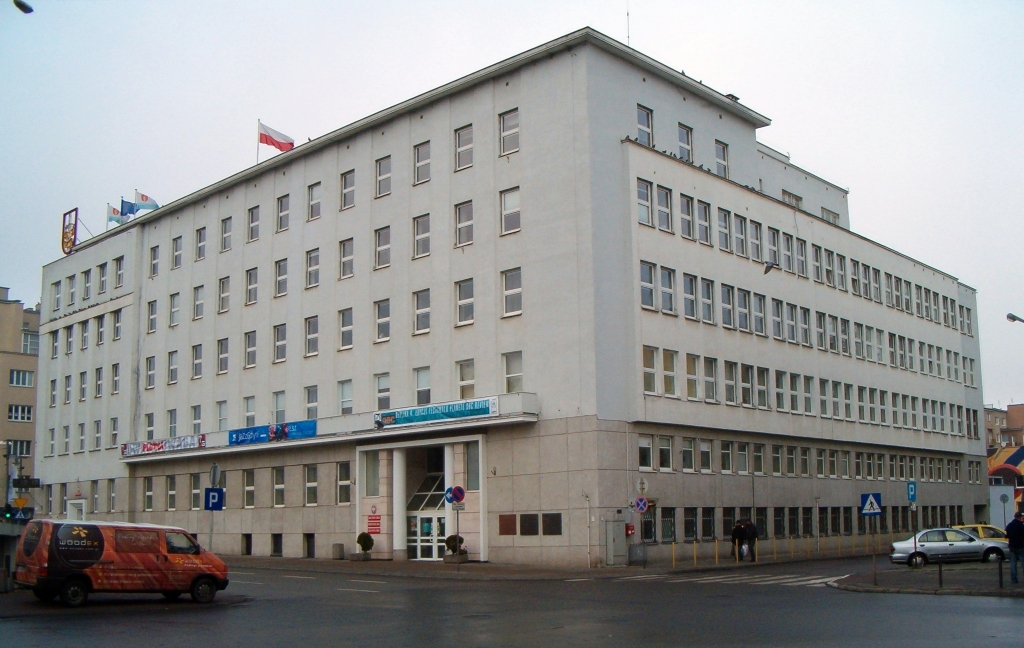
グディニャ市庁舎

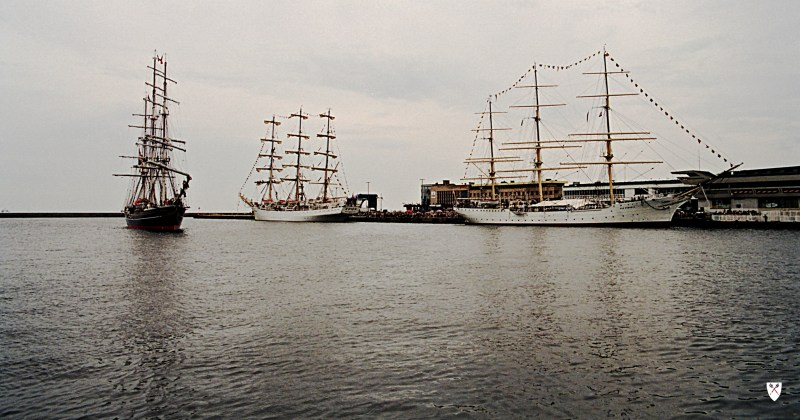
帆船競争（THE TALL SHIPS' RACES）のためにグディニャ港に集まった世界の帆船（2003年）

ポーランド・ソビエト戦争の最中の1920年、ポーランド政府はグディニャの村に大きな港湾を建設することを決定した。ドイツ人の多いダンツィヒ自由市はポーランドと対立しており、ダンツィヒの政府や港湾労働者はポーランド政府が戦争遂行のためにダンツィヒに対する経済的権利を不正使用していると感じていた。港湾労働者のストライキに直面したポーランド政府は政治的にも経済的にも完全にポーランドの管理下にある港湾の必要性を痛感した。
グディニャ新港の建設は1921年に始まったが、財政難のために工事の進捗は遅れた。これに対して1922年9月23日にはポーランド下院（セイム）がグディニャ港建設法案を通過させた。1923年には長さ550mの埠頭、長さ175mの防波堤が出来上がった。1923年4月23日にはグディニャの臨時の軍港および漁船の避難港としての完成を記念する式典が挙行された。最初の大きな外洋船がグディニャに入港したのは1923年8月13日である。
グディニャ港の建設を加速させるため、1924年11月にポーランド政府はフランス政府とグディニャ港建設にかかわる共同事業体設立に調印した。この事業で1925年末までに水深7mの避難港、南埠頭、北埠頭の一部、鉄道などが完成し、船荷の積み替え用施設も発注された。工事の進捗は思わしくなかったが、一方でポーランドからの海上輸出の急増、経済の拡大、ドイツ・ポーランド間の経済対立（ドイツ・ポーランド関税戦争）の影響による物流の海上輸送へのシフトなどでグディニャ港に対する需要は急増していた。ポーランドの産業貿易相でありキェルツェ・ルブリン・クラクフなどの地域に「中央工業地域」（Centralny Okręg Przemysłowy）を建設する計画にもあたっていた政治家・経済学者のエウゲニウシュ・クフィアトコフスキ（Eugeniusz Kwiatkowski）の個人的後押しもあって、1926年5月からは建設が加速された。1930年の末にはドック、埠頭、防波堤などの港湾施設のほか、倉庫、穀物加工工場などの物流施設・加工施設が完成しており、さらに冷蔵倉庫などが建設中であった。
グディニャでは内陸水路用の船舶から外洋船への積み替えなどが行われた。1924年に10,000トンだった積み替え輸送は1929年には2,923,000トンへ急増した。当時グディニャは石炭輸出に特化した積み替え港として唯一の存在だった。1931年から1939年にはグディニャはあらゆる貨物を扱う最新鋭の港湾となるべくさらに拡張された。1938年段階でグディニャはバルト海沿岸で最大かつ最新の港湾であり、ヨーロッパ全体で10位の大きさを誇る港湾だった。積み替えは870万トンに増加し、ポーランドの輸出の46%を扱った。1938年にはグディニャ造船所が最初の外洋船であるOlza号の建造を開始した。ポーランドは自前の港湾グディニャを持ったことによりダンツィヒへの依存を少なくすることに成功したが、一方で自由都市ダンツィヒの経済は沈滞していった。
グディニャ市街地の建設も進められた。1925年には都市建設のための特別委員会が発足し、1926年には市街地拡大計画が策定されグディニャは市の地位を与えられ、1927年にはグディニャへの投資に対する税の優遇が認められた。1928年以降グディニャ市は年々拡大し、1939年には人口は12万人を超えた。

### 第二次世界大戦

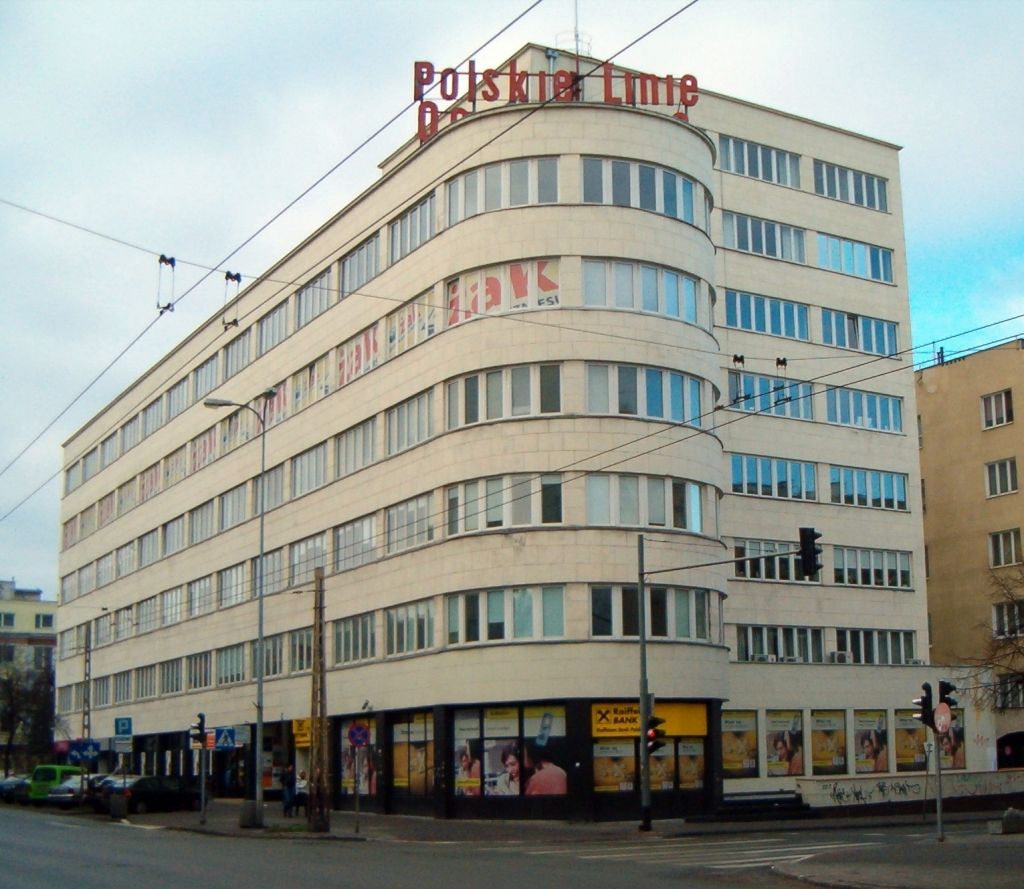
グディニャのオフィスビル

1939年9月、ポーランド侵攻が始まり、ドイツ軍によりグディニャ市とグディニャ港は包囲される。グディニャは二週間にわたり抵抗を続けたが、市長は同月14日に降伏勧告条件を受諾。100人の人質とともにドイツ軍に投降した。
その後、従来のドイツ語名のグディンゲンに代えて、ゴート起源説に則り古代のこの地に住んでいたゲルマン民族の「ゴート族」にちなんでゴーテンハーフェンと改名された。ポーランド政府による港湾都市建設で、この地域にはポーランド人市民5万人ほどが移り住んでいたが、彼らはポーランド総督府へと追放された。ゴーテンハーフェン港はドイツの海軍基地になり、1940年には造船所が拡大され、キール造船所（Deutsche Werke Kiel A.G.）の支部となった。海戦の起こっている海域からは比較的離れているため、戦艦や重巡洋艦などの大きな艦船はゴーテンハーフェンに停泊した。戦時中、ゴーテンハーフェンはナチスの強制収容所があり、ダンツィヒ近郊のシュトゥットホフ強制収容所の支所となっていた。
1943年からは連合軍による空襲が港や造船所に対して行われたが被害は比較的少なかった。しかし1944年後半以後、東西プロイセン地方はソビエト赤軍の猛攻にさらされ、1944年から1945年にかけての冬季にはドイツ人および軍人の赤軍からの海上避難作戦が行われた。多くの船が東部戦線からの避難民をドイツ西部へと運送するためにゴーテンハーフェンを出たが、いくつかの船はソ連の潜水艦により撃沈されている。たとえば1945年1月30日朝にゴーテンハーフェンを出港したヴィルヘルム・グストロフ号は同日夜にバルト海で撃沈され、9,400人に及ぶ犠牲者を出した。1945年3月、ついにドイツ軍は港湾と市街地を破壊して撤退した。建物や施設の90%は破壊され、修理と換装のためゴーテンハーフェンに回航されたまま放置されていた巡洋戦艦グナイゼナウは港の入口を閉塞するために自沈させられた。

### 戦後のグディニャ
1945年3月28日、グディニャは赤軍により制圧され、戦後はポーランドのグダニスク県に属する港湾都市となった。1970年12月のポーランド反政府運動（Grudzień 1970）では、グディニャ造船所は労働者によるデモの舞台となったが、警察による射撃を受けて多数の死傷者を出した。ミエチスワフ・ホレヴァ（Mieczysław Cholewa）の『 Pieśń o Janku z Gdyni』という曲は、この事件で殺されたヤネク・ヴィシニエフスキ（Janek Wiśniewski）という若者（グディニャでのデモ鎮圧の際に撮影された、若者の遺体が戸板に乗せられて警察や軍隊の中を運ばれてゆく写真にインスパイアされた架空の人物）を歌ったもので、共産党体制下でも人気を博し、民主化後はグディニャの通りの一つにヤネク・ヴィシニエフスキの名が、別の通りには写真に撮られた実際の犠牲者であるズビグニエフ・ゴドレフスキ（Zbigniew Godlewski）の名が付けられた。

## 気候
| グディニャ (1991–2020)の気候        | グディニャ (1991–2020)の気候 | グディニャ (1991–2020)の気候 | グディニャ (1991–2020)の気候 | グディニャ (1991–2020)の気候 | グディニャ (1991–2020)の気候 | グディニャ (1991–2020)の気候 | グディニャ (1991–2020)の気候 | グディニャ (1991–2020)の気候 | グディニャ (1991–2020)の気候 | グディニャ (1991–2020)の気候 | グディニャ (1991–2020)の気候 | グディニャ (1991–2020)の気候 | グディニャ (1991–2020)の気候 |
| 月                                  | 1月                          | 2月                          | 3月                          | 4月                          | 5月                          | 6月                          | 7月                          | 8月                          | 9月                          | 10月                         | 11月                         | 12月                         | 年                           |
| ----------------------------------- | ---------------------------- | ---------------------------- | ---------------------------- | ---------------------------- | ---------------------------- | ---------------------------- | ---------------------------- | ---------------------------- | ---------------------------- | ---------------------------- | ---------------------------- | ---------------------------- | ---------------------------- |
| 最高気温記録 °C （°F）              | 13.2 (55.8)                  | 17.7 (63.9)                  | 22.9 (73.2)                  | 28.9 (84)                    | 30.3 (86.5)                  | 33.2 (91.8)                  | 35.5 (95.9)                  | 33.4 (92.1)                  | 30.7 (87.3)                  | 26.9 (80.4)                  | 19.8 (67.6)                  | 13.7 (56.7)                  | 35.5 (95.9)                  |
| 平均最高気温 °C （°F）              | 2.8 (37)                     | 3.1 (37.6)                   | 5.8 (42.4)                   | 10.3 (50.5)                  | 15.3 (59.5)                  | 18.7 (65.7)                  | 21.5 (70.7)                  | 21.6 (70.9)                  | 17.5 (63.5)                  | 12.5 (54.5)                  | 7.1 (44.8)                   | 3.8 (38.8)                   | 11.67 (52.99)                |
| 日平均気温 °C （°F）                | 0.6 (33.1)                   | 0.9 (33.6)                   | 3.1 (37.6)                   | 7.1 (44.8)                   | 12.0 (53.6)                  | 15.7 (60.3)                  | 18.5 (65.3)                  | 18.5 (65.3)                  | 14.6 (58.3)                  | 9.7 (49.5)                   | 5.2 (41.4)                   | 2.0 (35.6)                   | 8.99 (48.2)                  |
| 平均最低気温 °C （°F）              | −1.5 (29.3)                  | −1.3 (29.7)                  | 0.6 (33.1)                   | 4.2 (39.6)                   | 8.7 (47.7)                   | 12.5 (54.5)                  | 15.5 (59.9)                  | 15.4 (59.7)                  | 11.8 (53.2)                  | 7.3 (45.1)                   | 3.0 (37.4)                   | −0.4 (31.3)                  | 6.32 (43.37)                 |
| 最低気温記録 °C （°F）              | −19.7 (−3.5)                 | −23.8 (−10.8)                | −13.8 (7.2)                  | −4.9 (23.2)                  | −0.6 (30.9)                  | 3.8 (38.8)                   | 8.1 (46.6)                   | 7.0 (44.6)                   | 2.1 (35.8)                   | −3.6 (25.5)                  | −11.7 (10.9)                 | −17.8 (0)                    | −23.8 (−10.8)                |
| 降水量 mm （inch）                  | 32.1 (1.264)                 | 23.3 (0.917)                 | 30.3 (1.193)                 | 26.9 (1.059)                 | 55.7 (2.193)                 | 55.4 (2.181)                 | 66.4 (2.614)                 | 63.9 (2.516)                 | 61.5 (2.421)                 | 48.9 (1.925)                 | 41.8 (1.646)                 | 36.1 (1.421)                 | 542.3 (21.35)                |
| 降雪量 cm （inch）                  | 64.2 (25.28)                 | 79.5 (31.3)                  | 30.5 (12.01)                 | 0.6 (0.24)                   | 0 (0)                        | 0 (0)                        | 0 (0)                        | 0 (0)                        | 0 (0)                        | 0.2 (0.08)                   | 4.6 (1.81)                   | 58.2 (22.91)                 | 237.8 (93.63)                |
| 平均降雨日数                        | 7.9                          | 7.0                          | 7.4                          | 5.9                          | 8.6                          | 9.2                          | 8.7                          | 8.9                          | 8.4                          | 9.6                          | 8.8                          | 9.3                          | 99.7                         |
| % 湿度                              | 83.3                         | 83.0                         | 80.0                         | 78.7                         | 77.4                         | 76.4                         | 78.4                         | 78.6                         | 80.1                         | 82.1                         | 85.5                         | 85.0                         | 80.71                        |
| 出典：Promedios y totales mensuales |                              |                              |                              |                              |                              |                              |                              |                              |                              |                              |                              |                              |                              |

## 経済
いくつかの大企業の本社がある。
- Stocznia Gdynia - ポーランドで最大の造船会社
- PROKOM SA - ポーランドで最大のIT企業

グディニャ港はポーランド有数の港湾で、2003年のコンテナ取扱数は 308,619TEU、2007年は614,373 TEUであった。

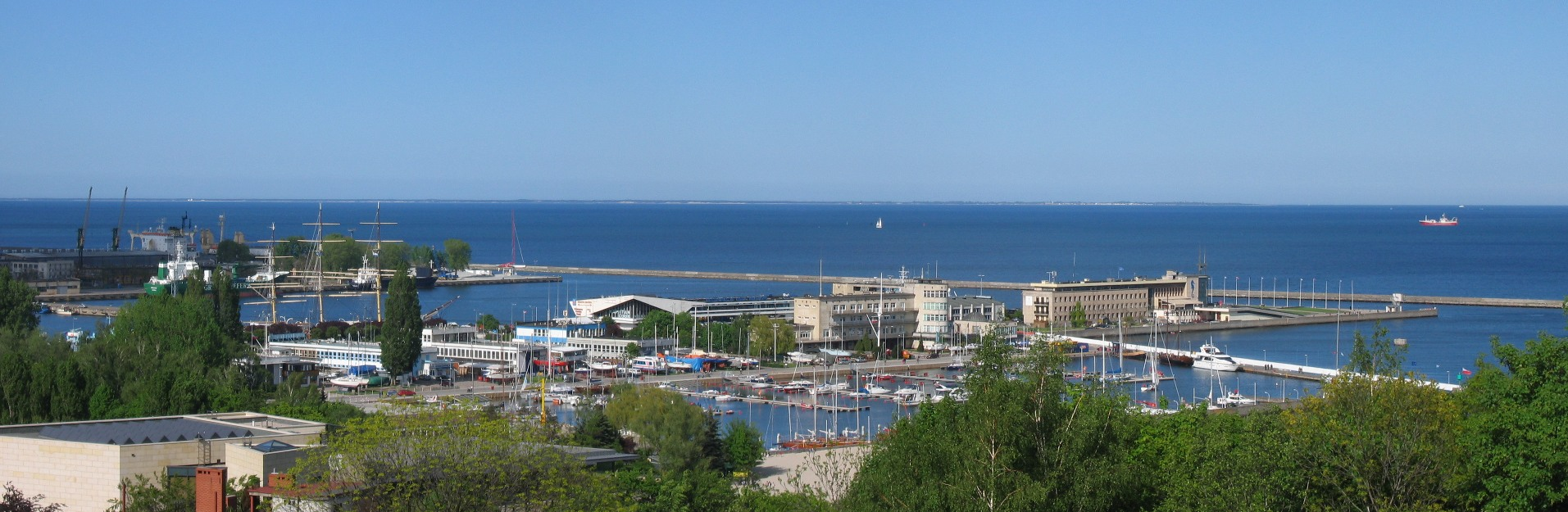
グディニャ港のパノラマ

## 教育
グディニャにはグディニャ海洋大学、グディニャ海軍大学、グダニスク大学（一部の学部）という3つの公立大学と5つの私立大学がある。

## スポーツ
- アルカ・グディニャ – サッカー
- バウティク・グディニャ – サッカー

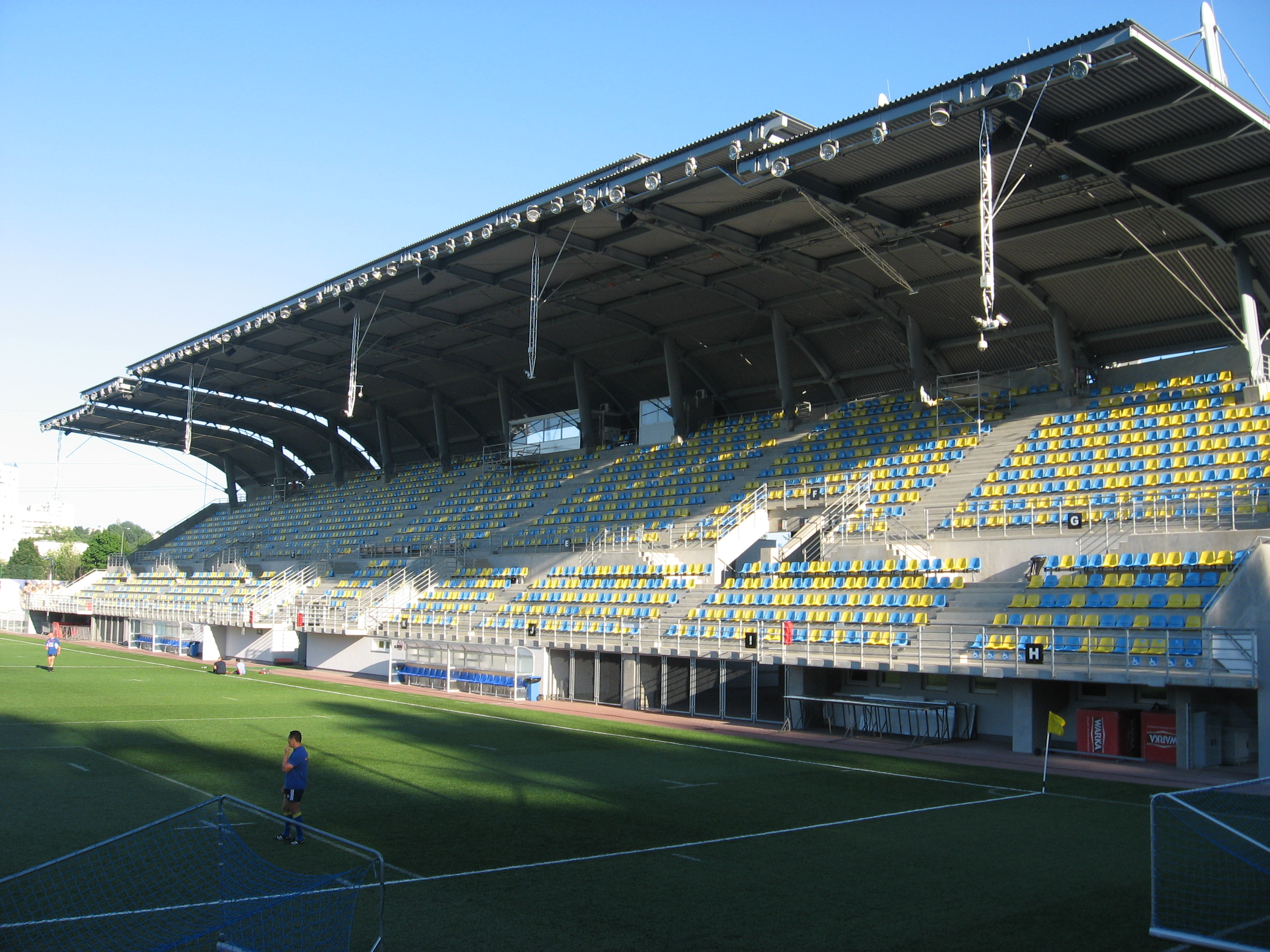
ナロドヴィ・スタディオン・ラグビー

- アルカ・グディニャ (男子バスケットボール) – 男子バスケットボール
- アルカ・グディニャ (女子バスケットボール) – 女子バスケットボール
- RCアルカ・グディニャ – ラグビー[4]
- シーホークス・グディニャ – アメリカンフットボール
- アルカ・グディニャ (ハンドボール) – ハンドボール

## 姉妹都市
- オールボー、デンマーク
- 海口、中華人民共和国
- カリーニングラード、ロシア
- キール、ドイツ
- クライペダ、リトアニア
- コトカ、フィンランド
- シアトル、アメリカ合衆国
- プリマス、イギリス